# Hyperia spinigera
Hyperia spinigera är en kräftdjursart som beskrevs av Carl Erik Alexander Bovallius 1889. Hyperia spinigera ingår i släktet Hyperia och familjen Hyperiidae. Inga underarter finns listade i Catalogue of Life.